# 103 v. Chr.
Portal Geschichte | Portal Biografien | Aktuelle Ereignisse | Jahreskalender | Tagesartikel

◄ |
3. Jahrhundert v. Chr. |
2. Jahrhundert v. Chr. |
1. Jahrhundert v. Chr. |
►

◄ | 120er v. Chr. | 110er v. Chr. | 100er v. Chr. | 90er v. Chr. |
80er v. Chr. |
►

◄◄ | ◄ | 106 v. Chr. | 105 v. Chr. | 104 v. Chr. | 103 v. Chr. |
102 v. Chr. |
101 v. Chr. |
100 v. Chr. |
► |
►►
Staatsoberhäupter

## Ereignisse

### Römisches Reich
- Lucius Appuleius Saturninus, Lucius Aurelius Cotta, Titus Didius und Gaius Norbanus sind Volkstribune der Römischen Republik, Gaius Marius ist zum dritten Mal deren Konsul.
- Der zweite Sklavenkrieg unter Salvius und Athenion bricht in Sizilien aus.
- Während der Kimbernkriege errichten die römischen Legionen unter Konsul Gaius Marius in Erwartung der Kimbern, Teutonen und Ambronen ein Feldlager in der Montagnette.

### Reich der Hasmonäer

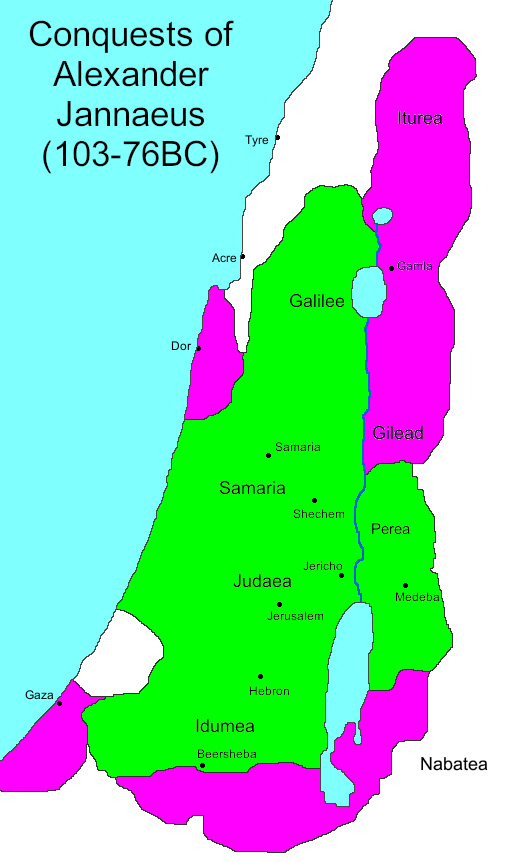
Das Königreich des Alexander Jannäus
Situation 103 v. Chr.
erobertes Gebiet

- Alexander Jannäus wird als Nachfolger von Aristobulos I. König der Hasmonäer.

## Geboren
- um 103 v. Chr.: Marcus Calpurnius Bibulus, römischer Politiker († 48 v. Chr.)
- um 103 v. Chr.: Marcus Valerius Messalla Rufus, römischer Politiker († 27/26 v. Chr.)
- um 103 v. Chr.: Marcus Tullius Tiro, römischer Stenograf († 4 v. Chr.)

## Gestorben
- Aristobulos I., König und Hohepriester von Judäa
- Lucius Aurelius Orestes, römischer Politiker
- Gaius Lucilius, römischer Schriftsteller (* 180 v. Chr.)
- Lucius Caecilius Metellus Delmaticus, römischer Politiker (* um 160 v. Chr.)